# Planaeschna maolanensis
Planaeschna maolanensis är en trollsländeart som beskrevs av Zhou och Youhui Bao 2002. Planaeschna maolanensis ingår i släktet Planaeschna och familjen mosaiktrollsländor. Inga underarter finns listade i Catalogue of Life.